# Fendi
Fendi és una coneguda marca italiana de prêt-à-porter de luxe fundada l'any 1925 per Adèle i Eduardo Fendi, la reputació de la qual es basa en el disseny i la qualitat de les seves sabates i de les seves pells. Des de 2001, Fendi pertany al grup francès LVMH. La seva seu social és a Roma, al Palau de la civilització italiana. El seu director artístic va ser el dissenyador Karl Lagerfeld del 1965 al 2019.
Fendi és també una marca de luxe famosa per les seves bosses (sobretot el sac Baguette concebut per Silvia Fendi), amb el reconegut logo dibuixat per Karl Lagerfeld.

## Història

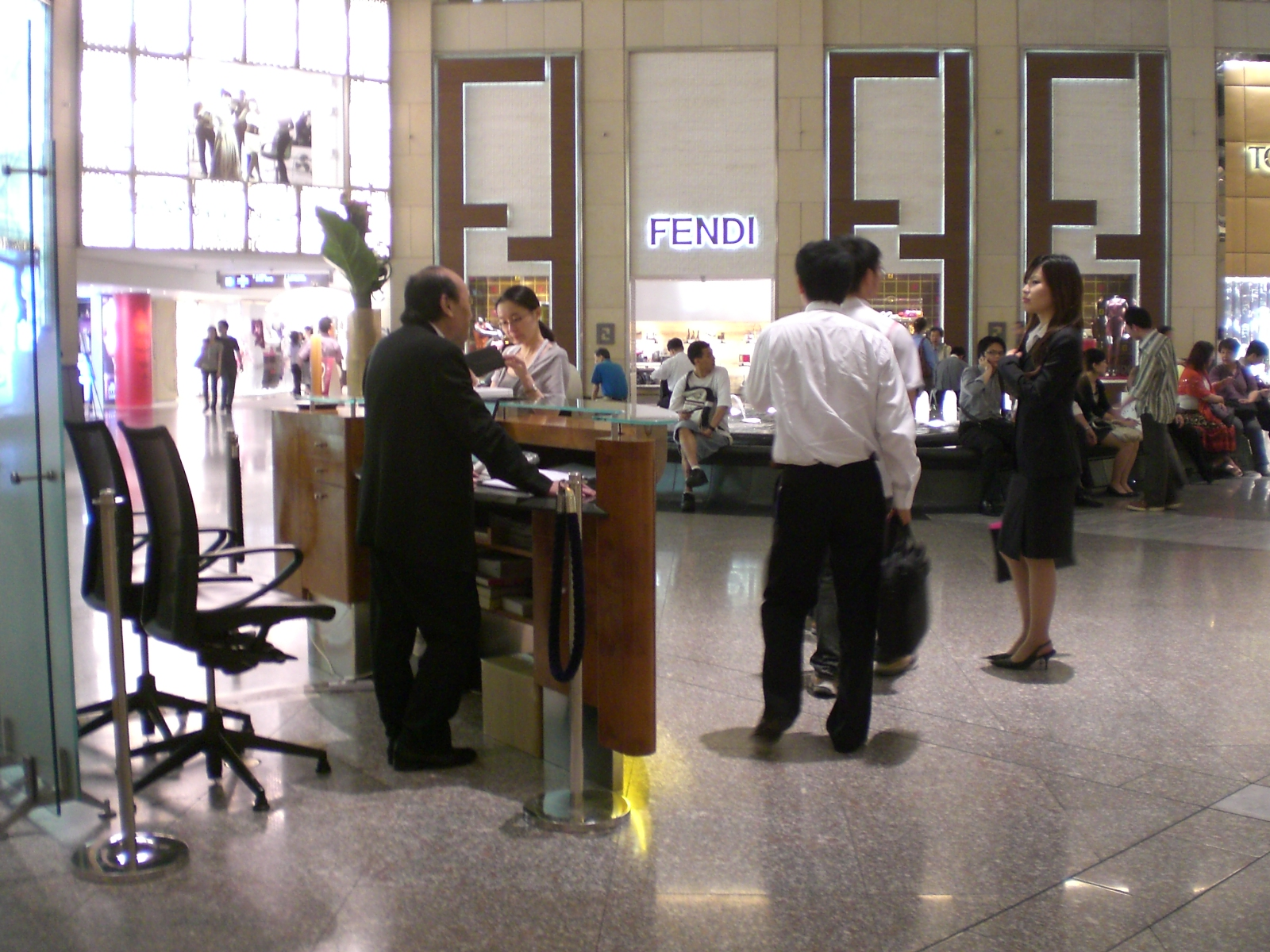
Botiga Fendi a Hong Kong

La història d'aquesta marca, comença a Roma l'any 1918 quan Adèle Casagrande una emprenedora costurera i artesana va obrir una petita botiga de bosses a la Via del Plebiscito de Roma amb un laboratori de pells en la rebotiga. En el 1925 es va casar amb el romà Edoardo Fendi, i Adèle va canviar el nom del negoci i decideix especialitzar-se en pell i marroquineria. Van tenir cinc filles, Paola, Franca, Carla, Anna i Alda. Les creacions de Fendi guanyen en popularitat als anys 1940, primer a Roma, i després a l'estranger. La marca experimenta un autèntic èxit quan les cinc noies d'Adèle i Eduardo Fendi s'adhereixen al negoci familiar.
Edoardo Fendi mor en el 1954 i comença la història femenina de la casa de modes, amb el canvi generacional a les cinc germanes Fendi, filles de Edoardo.
En el 1964, les dones Fendi obren un punt de venda històric en el cor de la ciutat de Roma, la Via Borgognona. L'any 1965, recluten Karl Lagerfeld, un jove dissenyador alemany, com a director artístic de la marca i un any després, la F inicial va ser duplicat cap a baix en un logotip simètric per ell. Lagerfeld explicava que el símbol "va sortir només perquè només es tractava d'unir les paraules fur (pell) i femme (dona)". Aquesta doble F gravada en els forros de les bosses i després en les pells color negre i fang es va convertir en un signe d'estatus.
Fendi crea la seva col·lecció de prêt-à-porter per a dones l'any 1977, sota la direcció de Lagerfeld. Són els anys que les germanes Fendi comencen a col·laborar amb el cinema italià. Tots els directors italians més importants, des de Visconti a Zeffirelli, des de Fellini a Bolognini, volen pells de Fendi per als seus personatges.
No sols això: totes les grans actrius com Silvana Mangano, Monica Vitti, Sophia Loren, a més de convertir-se en clientes, també es fan amigues de les germanes Fendi.
Sylvia Venturini Fendi, filla d'Anna i neta d'Adèle i Eduardo, crea el sac Baguette l'any 1997, que esdevé un it-bag, un accessori ineludible al món de la moda. El seu nom s'origina en la forma, un rectangle amb una bandolera molt curta, per a usar sota el braç: com una baguette de pa.
En 1999 les filles Fendi, quan l'empresa guanyava 10 milions de dòlars a l'any i tenia unes sis botigues en el món, van decidir desfer-se de l'empresa familiar. Van vendre el 51% de les accions a una joint venture conformada pel hòlding de luxe, LVMH i per Prada. Segons The New York Times, l'operació s'hauria tancat per 520 milions de dòlars. Més tard, en 2001 el grup francès va comprar a Prada un 25,5% de Fendi per 295 milions d'euros. En 2003 les germanes van cedir un tros més de la companyia i en 2007 ja no tenien res a veure.
La família Fendi compra l'any 2001, un palau del segle xvii a Roma que esdevindrà el Palazzo Fendi en l'any 2016, amb botiga i taller dedicats a la marca.
El 20 de febrer LVMH anuncia la nominació de Serge Brunschwig com a president-director general de Fendi, tercera marca del grup de luxe per la xifra de negoci. Succeeix a Pietro Beccari, anomenat president-director general de Christian Dior Couture al novembre 2017

### Sac Baguette
Creat en 1997 per Silvia Venturini Fendi –néta dels fundadors–, el Baguette és una bossa petita i amb ansa per a ser portat sota el braç –d'aquí el seu nom, en clara al·lusió a la famosa barra de pa francès.
En deu anys, del 1997 al 2007, s'han venut prop d'un milió del primer sac « It Bags » El 22 de maig de 2008, vint bosses customitzades per artistes contemporanis van ser estat subhastades en benefici de l'AMFAR (American Foundation for AIDS Research). Entre els artistes que van participar en aquesta operació es trobaven Carl André, Loris Cecchini, Matali Crasset, Sylvie Fleury, Subodh Gupta, Clara Halter, Jeff Koons, Orlan, Michelangelo Pistoletto, Elizabeth de Portzamparc, Hervé Di Rosa, Tom Sachs, Nedko Solakov i Pascale-Marthine Tayou.
En el 1999, el Baguette va tenir una presència destacada en el capítol 17 de la tercera temporada de la sèrie "Sexe a Nova York", quan atraquen a la protagonista Carrie Bradshaw (Sarah Jessica Parker) en ple carrer. En l'escena el lladre li demana la seva bossa, una "bosseta" com diu ella, i les seves sandàlies de Manolo Blahnik que eren el seu "parell favorit" i que havia aconseguit a meitat de preu. L'escena és tan icònica que gairebé vint anys després d'aquest robatori, Carrie recupera el seu Baguette gràcies a la nova campanya de Fendi en la qual apareix Sarah Jessica Parker.
Amb el Baguette, Fendi va sobrepassar totes les expectatives imaginables. El seu èxit és tal que ha estat re-versionat en més de 1000 ocasions. La fita va quedar registrada en el seu 15 aniversari, en el 2012, amb l'edició d'un Coffee Table Book Baguettemania, un recorregut per l'evolució de la fita en una edició tan cuidada com el procés d'elaboració de la mateixa bossa.
En 2019 la icònica bossa Baguette evoluciona i s'introdueix en l'univers masculí en tres grandàries: maxi, regular i mini, i per dones es crea la nano-baguette on la seva mida clàssica es redueix.